# Port Madison rezervátum
A Port Madison rezervátum az Amerikai Egyesült Államok északnyugati részén, Washington állam Kitsap megyéjében elhelyezkedő indián rezervátum. A rezervátum területe 31 négyzetkilométer; ebből hat a suquamish törzs, 10,5 pedig a törzs tagjainak tulajdonában van; a fennmaradó 14,5 négyzetkilométer tulajdonosai nem indiánok.
A rezervátum területe Suquamish és Indianola településeket foglalja magában.

## Történet
A rezervátum létrehozását az 1855. január 22-ei Point Elliot-i egyezmény mondta ki; a végrehajtás az 1864. október 24-ei elnöki rendelettel történt. A suquamish indiánok mellett a duwamish és sammanish törzsek tagjai is a rezervátumba költöztek. A rezervátum létrejöttekor annak teljes területe az indiánok kizárólagos tulajdona volt, azonban bizonyos folyamatok eredményeként mások is vásárolhattak it földet.
Az 1990-es évek elején kezdődő gazdasági fellendülésnek köszönhetően a terület több mint fele az őslakók tulajdonában van.

## Fontos helyszínek
A Suquamish Museum 2012-es megnyitásával egy körbesétálható kulturális negyed jött létre, ahol Si’ahl (más néven Seattle) törzsfőnök sírja mellett az őslakók korábbi téli üdülője és háborús emlékműve is megtekinthető.
Az Agate Pass hídtól nem messze működik a Suquamish Clearwater kaszinó és szálloda.

## Fordítás
Ez a szócikk részben vagy egészben  a   Port Madison Indian Reservation című angol Wikipédia-szócikk ezen változatának fordításán alapul.  Az eredeti cikk szerkesztőit annak laptörténete sorolja fel. Ez a jelzés csupán a megfogalmazás eredetét és a szerzői jogokat jelzi, nem szolgál a cikkben szereplő információk forrásmegjelöléseként.